# Bredenbek (Bünzau)
Der Bredenbek ist ein Nebenfluss der Bünzau in Schleswig-Holstein.
Der Fluss hat eine Länge von ca. 8 km. Er entspringt nördlich von Wasbek. Westlich von Aukrug-Bargfeld mündet er in die Bünzau.